# Genuchus rubrocinctus
Genuchus rubrocinctus är en skalbaggsart som beskrevs av Thierry Bourgoin 1927. Genuchus rubrocinctus ingår i släktet Genuchus och familjen Cetoniidae. Inga underarter finns listade i Catalogue of Life.